# Paraphlepsius delongi
Paraphlepsius delongi är en insektsart som beskrevs av Hamilton 1975. Paraphlepsius delongi ingår i släktet Paraphlepsius och familjen dvärgstritar. Inga underarter finns listade i Catalogue of Life.